# Wang Shaw-lan
Wang Shaw-lan (chino: 王效蘭; pinyin: Wáng Xiàolán, nacida en 1941) es una empresaria taiwanesa, dueña y editora del diario United Daily News.

## Biografía
Wang nació en Chongqing, aunque sus raíces familiares proceden de Zhejiang. Es la mayor de 5 hermanos. En 1947, su padre Wang Tiwu, coronel del ejército de Chiang Kai-shek, marchó a Taiwán junto al líder nacionalista. Allí fundaría el periódico United Daily News, en 1951.
Wang Shaw-lan estudió periodismo en Taipéi, en la Universidad de Shih Hsin, donde se graduó en 1964. A continuación, trabajó como reportera en el periódico familiar. Se casó con un piloto de la fuerza aérea y vivió en Suiza con su familia. Más tarde regresó a Taiwán, para hacerse cargo del periódico.

## Lanvin
En agosto de 2001, a través de su holding Harmonie SA, Wang compró Lanvin, la más antigua casa de moda en funcionamiento de París, propiedad de L'Oréal. Ese mismo año, Wang contrató al estilista y diseñador israelí Alber Elbaz como responsable de la línea de diseño Lanvin.
Wang Shaw-lan también fue directora de los periódicos Min Sheng Bao y Europe Journal, que no pudieron sortear la crisis económica y desaparecieron en 2006 y 2009, respectivamente.

## Distinciones
Obtuvo dos distinciones de la Legión de Honor francesa, así como el nombramiento de caballero de la Orden de las Artes y las Letras de Francia.